# إيلي درينان
إيلي درينان (بالإنجليزية: Ellie Drennan)‏ هي مغنية أسترالية، ولدت في 28 أكتوبر 1998 في سنترال كوست في أستراليا.

## وصلات خارجية
- الموقع الرسمي
- إيلي درينان على موقع ميوزك برينز (الإنجليزية)